# Pachysandra
Pachysandra es un género con dos especies de arbustos perennes pertenecientes a la familia Buxaceae. Las especies son nativas del este de Asia y sudeste de Norteamérica, algunas alcanzan los 20-45 cm de altura, con débiles tallos leñosos.  Comprende 9 especies descritas y de estas, solo 2 aceptadas.

## Descripción
Las hojas son alternas, coriáceas con márgenes toscamente dentados y una longitud de  5-10 cm.

## Cultivos
Pachysandra puede crecer en áreas oscuras y profundas y es muy popular como cubierta de jardín para jardines de sombra.

## Taxonomía
El género fue descrito por André Michaux y publicado en Flora Boreali-Americana 2: 177–178, pl. 45. 1803. La especie tipo es: Pachysandra procumbens Michx. 
Etimología
Pachysandra: nombre genérico que deriva de las palabras griegas pachys = ("gruesos") y andros = ("macho"), que es una referencia a los gruesos estambres (la parte masculina de la flor).

## Especies aceptadas
A continuación se brinda un listado de las especies del género Pachysandra aceptadas hasta octubre de 2013, ordenadas alfabéticamente. Para cada una se indica el nombre binomial seguido del autor, abreviado según las convenciones y usos.
- Pachysandra axillaris Franch.
- Pachysandra terminalis Siebold & Zucc.
- Pachysandra procumbens